# Edna Kiplagat
Edna Ngeringwony Kiplagat, kenijska atletinja, * 15. september 1979, Burnt Forest, Kenija.
Nastopila je na poletnih olimpijskih igrah leta 2012 in dosegla dvajseto mesto v maratonu.  Na svetovnih prvenstvih je v isti disciplini osvojila zaporedna naslova prvakinje v letih 2011 in 2013 ter podprvakinje leta 2017. Leta 2010 je osvojila Newyorški maraton, leta 2014 Londonski maraton in leta 2017 Bostonski maraton.